# Болдырев, Александр Иванович (химик)
Александр Иванович Болдырев (19 декабря 1951 - 26 августа 2023) — российско-американский химик-вычислитель и профессор в Университете штата Юта. Профессор Болдырев известен своими новаторскими работами по супергалогенам, суперщелочам, тетракоординированному плоскому углероду, неорганической двойной спирали, кластерам бора и алюминия, а также теории химической связи, особенно ароматичности/антиароматичности в цельнометаллических структурах, и разработке адаптивного разделения по естественной плотности (Adaptive Natural Density Partitioning). АдНДП). 

## Биография
Александр Болдырев родился в Новокузнецке. Окончил 9 классов в родном городе. Потом поступил в специальную математическую школу в Новосибирске. После окончания Физико-математической школы при НГУ, расположенной в Академгородке, он был принят на химический факультет Новосибирского государственного университета, который окончил в 1974 году. Во время учебы в вузе Александр Болдырев проводил свои исследования в Институте катализа АН СССР под руководством доктора наук Василия Авдеева. В это время он впервые столкнулся с квантово-химическими расчетами, которые определили его дальнейшую научную карьеру. После окончания университета молодой учёный переехал в Черноголовку, где был включён в группу доктора Олега Чаркина и приступил к работе над нежесткими молекулами и политопными связями. В 1978 году защитил кандидатскую диссертацию. В Черноголовке он работал с 1974 по 1983 год.
В 1986 году получил степень доктора химических наук. В 1990 году Болдырев А.И. уехал из СССР. В 1991 стал работать в группе Пауля фон Раге Шлейера в Германии в качестве постдока. Там он исследовал химические свойства плоского тетракоординированного углерода. 
В 2016 году получил грант совместно с Южным федеральным университетом 
Далее Болдырев Александр Иванович переехал в США, где проработал 7 лет в группе Джека Саймонса. 1999 году он стал доцентом Университета штата Юта . в 2005 году Александр Иванович Болдырев стал профессором, а в 2020 году ему было присвоено звание профессора Р. Гаурта Хансена. 
Занимался математическим моделированием молекулы бора, разработал математическую модель кристаллического алюминия, которая легче воды.

## Избранные публикации
- «Расчеты методом DVM-Xa потенциалов ионизации [MX k+1 ] − комплексных анионов и сродства к электрону MX k+1 «супергалогенов»» Гуцев Г.Л., Болдырев А.И., Хим. Phys., 56, 277, ( 1981 ). [6]
- «Расчеты электронной структуры «сверхщелочных» катионов методом DVM-Xa» Гуцев Г.Л., Болдырев А.И., Хим. физ. Lett., 92, 262 ( 1982 ). [7]
- А.А.Овчинников, А.И. Болдырев.Компьютерная химия. Журнал Успехи химии. Апрель1986.[8]
- «Тетракоординированный плоский углерод в анионе Al 4 C − . Комбинированная фотоэлектронная спектроскопия и исследование Ab Initio». X. Li, W. Chen, LS Wang, AI Boldyrev, and J. Simons, J. Am Chem. Soc., 121, 6033 ( 1999 ). [9]
- «Наблюдение за цельнометаллическими ароматическими молекулами». X. Ли, А.Е. Кузнецов, Х.-Ф. Чжан, А.И. Болдырев, Л.С. Ван, Наука, 291, 859-861 ( 2001 ). [10]
- «Цельнометаллическая антиароматическая молекула: прямоугольная форма Al 4 4- в анионе Li 3 Al 4 - », А.Е. Кузнецов, К.А. Берч, А.И. Болдырев, X. Ли, Х.-Дж. Чжай, Л.С. Ван, Наука, 300, 622 ( 2003 ). [11]
- «Гепта- и октакоординированный бор в молекулярных колесах восьми- и девятиатомных кластеров бора: наблюдение и подтверждение». Х.-Дж. Жай, А.Н. Александрова, К.А. Берч, А.И. Болдырев, Л.С. Ван, Ангью. хим. Междунар. Эд., 42, 6004-6008, ( 2003 ). [12]
- «Разработка парадигмы химической связи: адаптивное разделение по естественной плотности» Д.Ю. Зубарев, А.И. Болдырев, Phys. хим. хим. Phys., 10, 5207-5217, ( 2008 ). [13]
- «Концентрический плоский дважды π-ароматический кластер B 19 − », Вей Хуан, Алина П. Сергеева, Хуа-Джин Чжай, Б. Б. Аверкиев, Лай-Шенг Ванг, Александр И. Болдырев, Нац. Chem., 2, 202-206, ( 2010 ). [14]